# Marie-Louise Jaÿ
Pour les articles homonymes, voir Jay.
Marie-Louise Jaÿ, née à Samoëns le 1er juillet 1838 et décédée à Paris le 27 décembre 1925, est une femme d'affaires française, créatrice avec son mari Ernest Cognacq du grand magasin parisien La Samaritaine.

## Biographie
Marie-Louise Jaÿ naît dans une maison du hameau du Villard, dans la paroisse de Samoëns, dans la vallée du Giffre, appartenant alors aux États Sardes, le 1er juillet 1838. Son père est maçon et sa mère est qualifiée de « campagnarde ». La famille Jaÿ est une famille nombreuse avec trois garçons et cinq filles, les enfants doivent travailler jeunes. Comme beaucoup de Savoyards à l'époque, elle part en France à Paris à l'âge de 15 ans, accompagnée d'une tante et d'un cousin pour trouver du travail. Elle est embauchée comme vendeuse à La Nouvelle Héloïse, une boutique de lingerie féminine. Elle y fait la connaissance en 1856 de son futur époux, Ernest Cognacq, qui vient de l'île de Ré pour tenter, comme elle, de gagner sa vie à Paris. Elle devient ensuite première vendeuse au rayon confection du magasin Le Bon marché.
Tous deux, dotés de la bosse du commerce, d'un indéniable don d'anticipation et d'un véritable sens de l'entreprise, décident de s'associer pour avoir leur propre magasin. Le 17 janvier 1872, ils se marient, alors qu'Ernest Cognacq vient de s'établir à son compte depuis 1869 dans une modeste boutique, au coin des rues de la Monnaie et du Pont-Neuf, à l'enseigne La Samaritaine.
Entre 1852 et 1870, les halles de Paris se sont modernisées avec la construction des dix pavillons de Baltard. Ernest Cognacq et Marie-Louise Jaÿ profitent de l'achèvement de ces travaux et de l'attractivité de plus en plus évidente du quartier pour agrandir et moderniser leur entreprise. Le premier magasin en 1883, puis le deuxième  en 1903 sont aménagés dans un style contemporain, de type Art nouveau, par l'architecte Frantz Jourdain. En octobre 1917, ils lancent boulevard des Capucines un nouveau concept, La Samaritaine de luxe, pour attirer une clientèle plus fortunée ou étrangère et populariser le luxe.
Leur troisième magasin est édifié dans le triangle formé par la rue de Rivoli, la rue du Pont-Neuf et la rue Boucher ; le bâtiment est achevé en 1933.

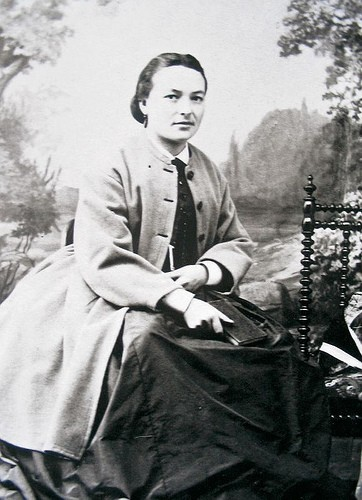
Photographie de Marie-Louise Jaÿ.

À leur mort, le couple laisse une entreprise florissante de quelque 8 000 employés et d'une surface de vente de 48 000 m² ,.

## Pratiques et techniques commerciales du couple Cognacq-Jaÿ
Comme Marguerite et Aristide Boucicaut qui ont développé Au Bon Marché, comme Xavier Ruel, quincailler lyonnais qui a installé le Bazar de l'Hôtel de Ville rue de Rivoli, comme Alfred Chauchard et Auguste Hériot qui ont ouvert en 1855 les Galeries du Louvre, comme Jules Jaluzot et Jean-Alfred Duclos qui ont créé la société Au Printemps et implanté en 1865 leur premier magasin sur un terrain en friche du quartier Saint-Lazare, Marie-Louise et Ernest Cognacq savent que, pour réussir, il convient d'innover et d'offrir aux clients une nouvelle conception du commerce.
Ils structurent leurs magasins en rayons autonomes, sous l'autorité d'un véritable responsable, inaugurent une politique de faibles marges, développent la vente à crédit aux mêmes prix que les achats au comptant - ce qui n'était nullement la règle ailleurs - et pour ce faire, ils investissent dans une maison spécialisée dans l'octroi du crédit. S'inspirant des pratiques commerciales des Boucicaut, ils instaurent des périodes de promotion pour certains produits. Deux fois par an, à l'automne et à la fin de l'hiver, ils organisent ainsi une vente d'articles nouveaux. Ils lancent un grand rayon spécialisé dans la photographie d'enfants, y compris à domicile. À partir d'un grand entrepôt situé quai des Célestins à Paris, fonctionne un important service de vente par correspondance et de livraisons à domicile, via le chemin de fer et par bateau au départ de Marseille pour l'outre-mer. Le couple confectionne méticuleusement un fichier de clients pour leur expédier un catalogue des produits de La Samaritaine. Les adresses sont collectées au fur et à mesure des gros achats opérés dans leurs magasins. Ils installent également un grand atelier de confection de vêtements pour hommes, où travaillent près de 500 ouvrières, afin de produire à coûts moins élevé. Plus question de négocier de marchander, de discuter des remises : les prix sont clairement affichés dans tous les rayons. Les clientes pourront en revanche essayer les vêtements, échanger la marchandise défectueuse. Des ristournes importantes, de l'ordre de 15 %, sont officiellement accordées aux employés de La Samaritaine pour qu'ils achètent sur place ce dont ils ont besoin.
Marie-Louise et Ernest Cognacq exigent du personnel un parfait professionnalisme et une tenue impeccable. Un carnet remis à chaque employé précise ses obligations. Est obligatoire, pour les hommes le port « de vêtements de nuance foncée ; pas de cols mous ni de chemises de couleur. Les chaussures sont noires ». Le personnel féminin doit revêtir des lainages discrets ; le noir et le blanc sont les seules couleurs admises. Surveillant les étalages, des inspecteurs veillent à la politesse des employés à l'égard des clients et à leur tenue : « Pas de mains dans les poches ni de jambes croisées ». Les Cognacq-Jaÿ imposent en effet à leurs vendeurs une courtoisie sans faille. Ils sont persuadés que si les clients sont bien reçus, s'ils sont satisfaits de l'accueil, ils reviendront à La Samaritaine. « Quand un des rayons sous sa surveillance est encombré, l'inspecteur ne doit pas hésiter à prélever du personnel dans les rayons où il y a peu de clientes pour les faire débiter ou faire des ventes dans ceux où il y a foule. Une prime est accordée pour chaque débit », indique le règlement. Les instructions précisent aussi à chaque vendeur qu'il « ne doit sous aucun prétexte » quitter une cliente avant de « s'assurer qu'un autre employé s'occupe d'elle ». La discipline est sévère, les écarts ne sont guère tolérés. Pendant le travail, les employés ne doivent pas bavarder entre eux, si ce n'est pour les nécessités du service. Naturellement, les absences sans motif ou répétées ne sont pas acceptées.
Marie-Louise et Ernest Cognacq règnent, dirigent, ordonnent, veillent et surveillent en permanence. Pour eux, la vie, c'est d'abord et presque exclusivement le travail. Pendant que l'un prend son repas, l'autre assure une présence visible de tous. La Samaritaine est leur revanche sur la vie et sur leurs débuts difficiles ; c'est l'enfant qu'ils n'ont pu avoir, sur lequel ils veillent jalousement et sans partage, attentifs à sa croissance.
Il n'est pas bon, dans ces conditions, de contester l'organisation ou les méthodes, ni de critiquer la discipline. Lorsqu'un salarié affiche trop ouvertement une appartenance syndicale, il est vite repéré et, s'il persiste, tout est mis en œuvre pour qu'il quitte l'entreprise. Tout employé à La Samaritaine a quinze jours de congé par an. La politique de Marie-Louise et Ernest Cognacq consiste à ne pas fermer complètement les magasins le dimanche afin que les familles qui se promènent ou déambulent dans le centre de Paris puissent y faire des achats. Les Cognacq-Jaÿ, devenus riches, vivent dans un hôtel particulier avenue du Bois-de-Boulogne. Mais cette réussite, ils entendent la partager avec leur personnel. À l'instar des Boucicaut, ils instituent l'intéressement aux bénéfices. En sus de leur salaire, les employés reçoivent un pourcentage sur le chiffre d'affaires réalisé dans leur rayon.

## Œuvres caritatives

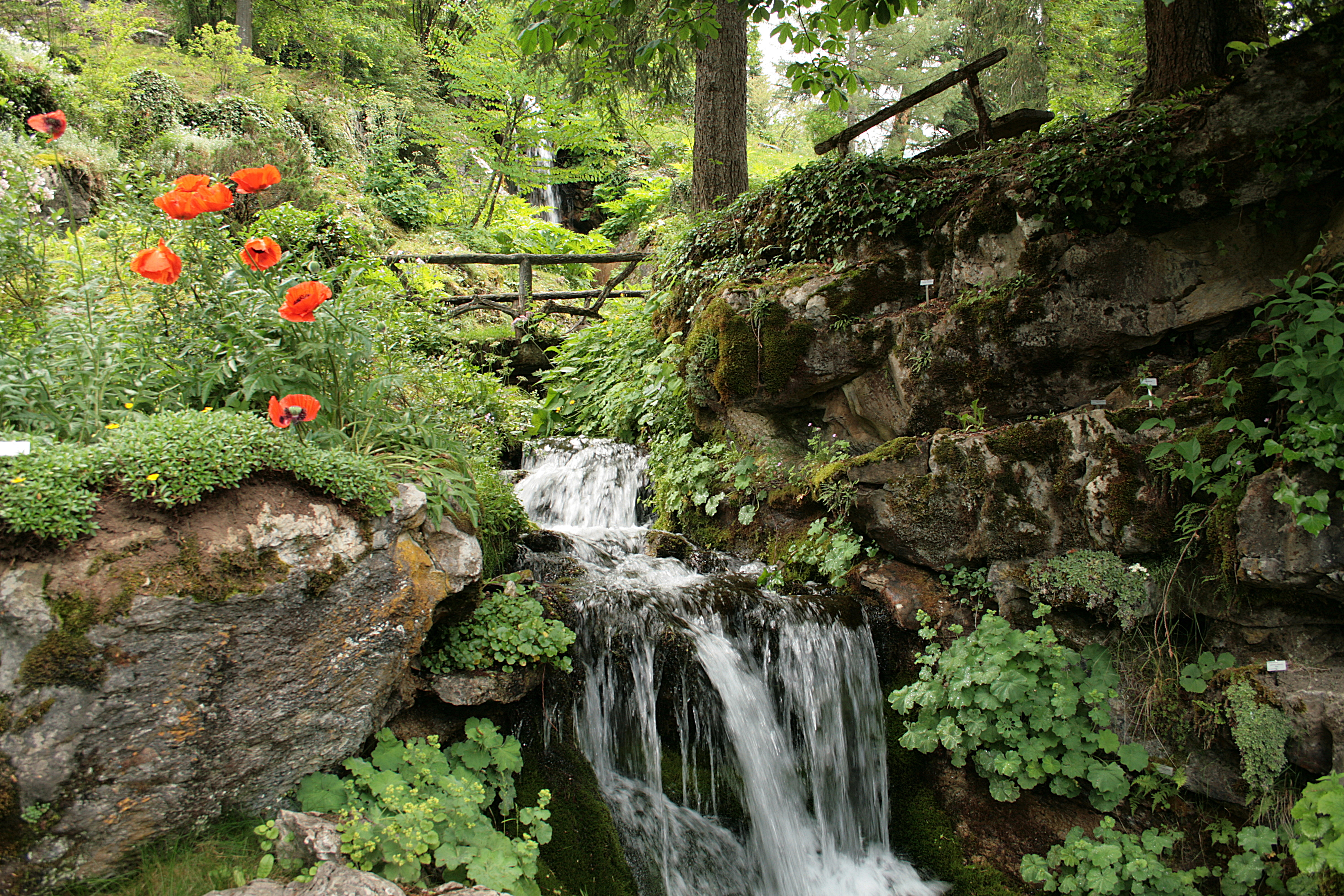
Cascade du Jardin botanique alpin 'La Jaÿsinia' de Samoëns (France).

Le 16 juillet 1914, La Samaritaine est constituée en société en commandite par actions, et 65 % des bénéfices sont redistribués chaque année. Les Cognacq-Jaÿ cèdent la moitié du capital aux salariés (lorsqu'un salarié meurt, ses actions dans le capital de La Samaritaine doivent obligatoirement être rachetées par un autre employé) et l'autre moitié à la Fondation qu'ils créent en 1916 avec une dotation de 40 000 000 Fr. pour financer de nombreuses œuvres sociales dont les actions se poursuivent quatre-vingt ans après.
La Fondation Cognacq-Jay a pour mission de faire fonctionner une maternité, une maison de retraite, un « pouponnat » prenant en charge 40 enfants d'employés jusqu'à l'âge de cinq ans, un orphelinat pour cinquante enfants, une maison de repos et de cure en montagne à Monnetier-Mornex, deux ensembles immobiliers de 236 et 300 logements bon marché pour familles nombreuses, colonies de vacances à la mer et à la montagne pour les enfants du personnel, un musée, etc. Des allocations sont accordées aux familles dont l'un des parents travaille à La Samaritaine ; elles varient en fonction du nombre d'enfants à charge. Des indemnités de maladie sont versées aux employés non assurés. Le prix Cognacq-Jaÿ a été créé grâce à un don de 20 000 francs or donné à l'Institut de France, destiné aux familles nombreuses.
Marie-Louise Jaÿ crée dans sa ville natale la Jaÿsinia, jardin botanique alpin ouvert au public, classé jardin remarquable de France. Il est inauguré le 3 septembre 1906 sur un terrain montagneux de 3,5 ha de pentes calcaires et abrite aujourd'hui plus de 5 000 espèces végétales issues des différentes zones montagneuses des cinq continents,.

## Vie privée

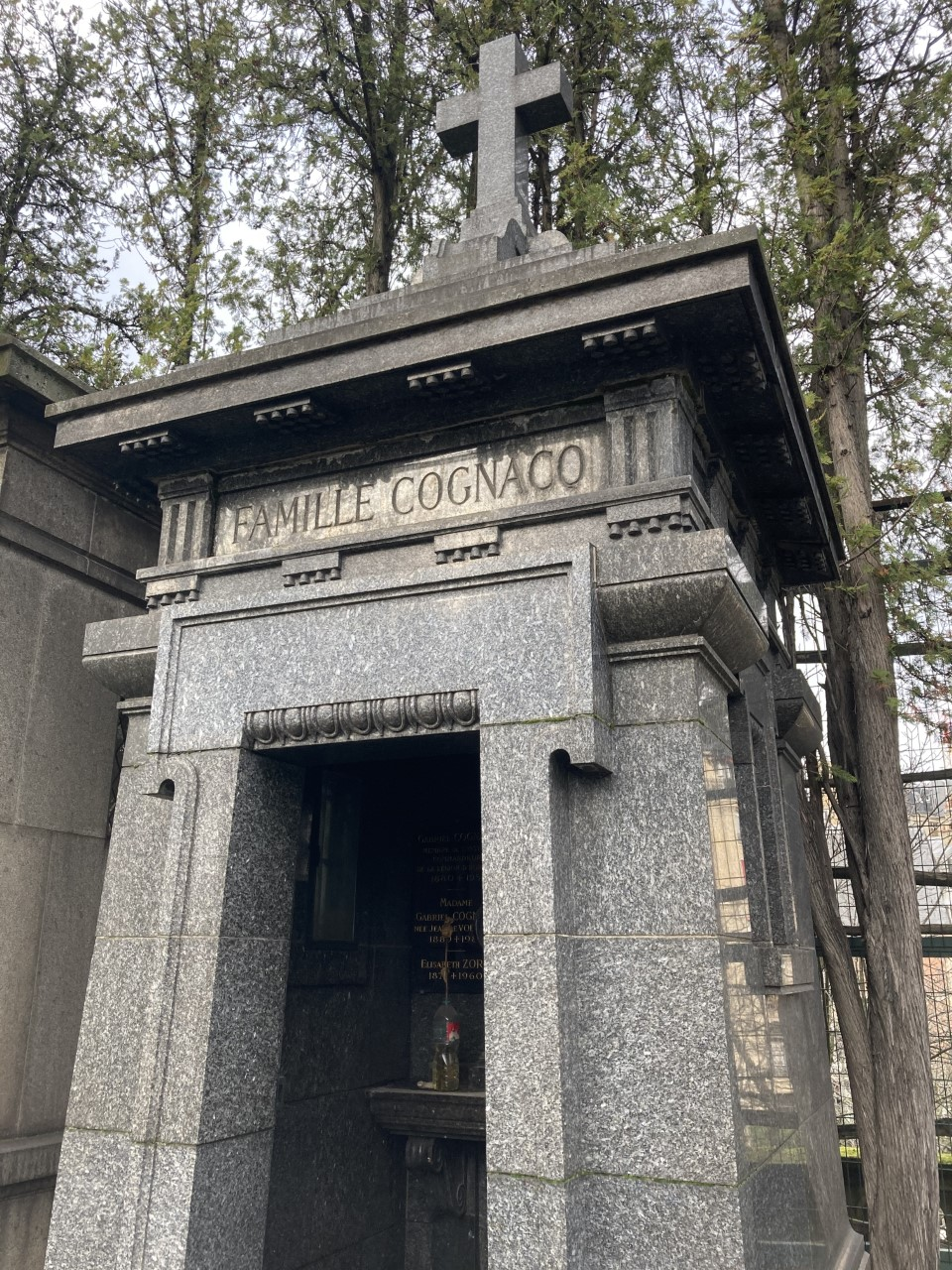
Chapelle funéraire au cimetière de Passy.

Son mari et elle se fournissaient en meubles anciens, tableaux et objets d'arts chez un antiquaire nommé Jonas. Les méchantes langues prétendent qu'elle en était la maîtresse, d'où son surnom Jouy-en-Jonas.